# Organizace Smlouvy o kolektivní bezpečnosti
Organizace Smlouvy o kolektivní bezpečnosti (zkratka OSKB; rusky Организация Договора о коллективной безопасности, ОДКБ) je mezinárodní regionální organizací pro oblast obrany a bezpečnosti, která zahrnuje 6 zemí bývalého SSSR: Arménie, Bělorusko, Kazachstán, Kyrgyzstán, Rusko a Tádžikistán. 
Záměr vystoupit z tohoto vojenského paktu oznámila v červnu 2024 Arménie.
Do OSKB náležel také Uzbekistán, který však své členství v roce 2012 pozastavil.

## Historie

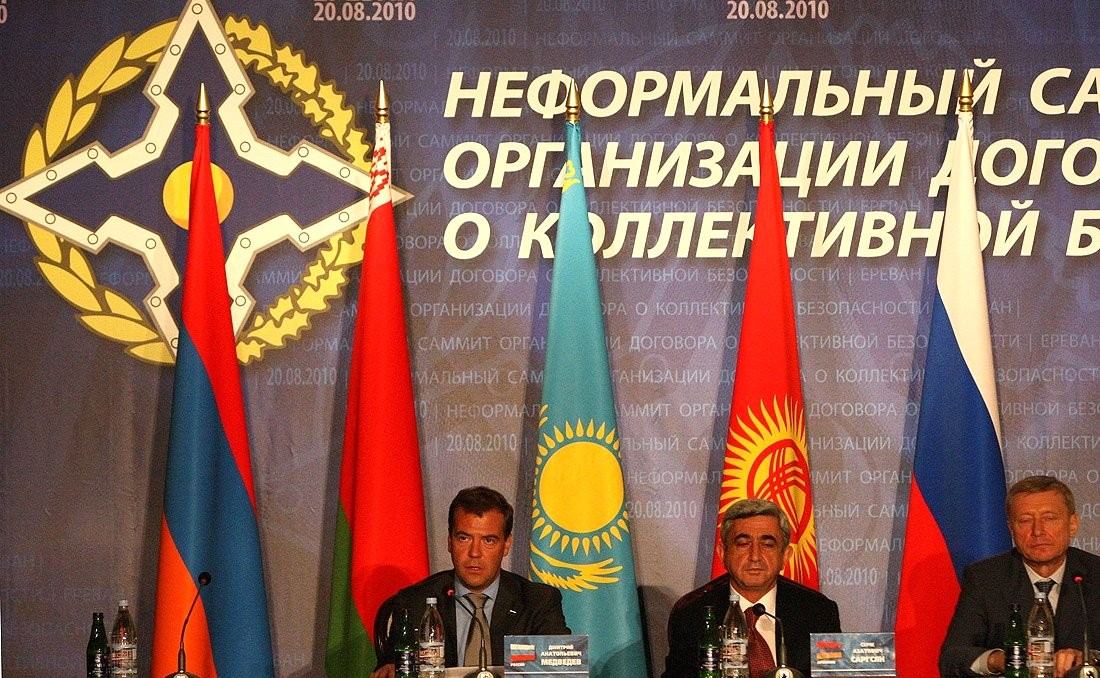
Zasedání členů OSKB v Arménii, 2010

Vlajka OSKB

OSKB je přímým následovníkem tzv. Taškentské smlouvy (o kolektivní bezpečnosti) z roku 1992, které byla 7. října 2002 v Kišiněvu dána podoba mezinárodní organizace. Ázerbájdžán a Gruzie, které také patřily mezi původní signatáře Taškentské smlouvy, neprodloužily roku 1999 své členství v tomto obranném mechanismu.

## Hlavní cíle
Hlavními cíli organizace jsou podle článku 3 Listiny OSKB „posilování míru, mezinárodní a regionální bezpečnosti a stability a kolektivní ochrana nezávislosti, teritoriální integrity a suverenity členských států“. V případě, že by došlo k vojenské agresi vůči jedné z členských zemí, jsou podle článku 4 ostatní členové povinni poskytnout jí adekvátní, i vojenskou, pomoc. Poprvé byla tato klauzule využita při protestech v Kazachstánu v lednu 2022. Podruhé o pomoc podle této klauzule požádala Arménie během pohraničních střetů s Ázerbájdžánem v září 2022, ale nebyla jí poskytnuta. Během třetí války o Náhorní Karabach Rusko také odmítlo Arménii poskytnout vojenskou pomoc a pouze vyjádřilo své znepokojení nad eskalací napětí a vyhrocením konfliktu.
OSKB má pozorovatelský status při Valném shromáždění OSN.